# Pas de Roca
El Pas de Roca és un pas situat a 593,7 metres d'altitud del terme municipal de Castell de Mur, dins de l'antic municipi de Guàrdia de Tremp, al Pallars Jussà, en l'àmbit del poble de Cellers. És damunt la riba esquerra del barranc del Bosc en el tram més engorjat d'aquest barranc, al nord-oest del Pas d'Agustí, al sud del Pas de l'Ós i a ponent del Corral d'Agustí. És també a ponent del Clot de les Arboceres.